# Ghiacciaio Field
Il ghiacciaio Field (in inglese Field Glacier) è un ghiacciaio situato sulla costa di Loubet, nella parte occidentale della Terra di Graham, in Antartide. Il ghiacciaio, il cui punto più alto si trova 322 m s.l.m., si trova in particolare a sud della cala di Salmon, sulla penisola Pernik e fluisce verso ovest fino ad entrare nel fiordo di Lallemand, appena a sud del picco Kanchov.

## Storia
Il ghiacciaio Field è stato mappato dal British Antarctic Survey, che all'epoca si chiamava ancora Falkland Islands and Dependencies Survey, grazie a fotografie aeree scattate durante una spedizione della stessa agenzia nel 1956-59 ed è stato poi così battezzato dal Comitato britannico per i toponimi antartici in onore di William B.O. Field, un glaciologo ed esploratore americano, ricercatore presso l'American Geographical Society.